# Monti Ibuki
I Monti Ibuki  sono una catena montuosa giapponese che si trova tra le prefetture di Gifu e di Shiga. Dopo essersi abbassata fino a quasi scomparire nella prefettura di Shiga, la catena prosegue come Monti Suzuka. Durante l'inverno i venti provenienti dai Monti Ibuki sono la principale causa delle nevicate sulla pianura di Nōbi, che ricoprono le prefetture di Gifu e di Aichi.
La catena prende il nome dal suo monte più alto, il Monte Ibuki, che si eleva per 1377 metri s.l.m. I monti Kinka, Dodo, Kanmuri e Dainichi sono altre vette notevoli nella catena.
Il monte Ibuki è una destinazione popolare tra gli alpinisti e gli arrampicatori. La base della montagna è facilmente raggiungibile con mezzi di trasporto pubblici e privati. Nella parte occidentale della montagna vi è un'altra località interessante, il lago Biwa.

## Vette
- Monte Ibuki, 1377 m
- Monte Ikeda, 924 m
- Monte Kanakuso (金糞岳 Kanakuso-dake), 1317 m
- Monte Kaitsuki (貝月岳 Kaitsuki-dake), 1234 m
- Monte Kunimi (国見岳 Kunimi-dake), 1123 m

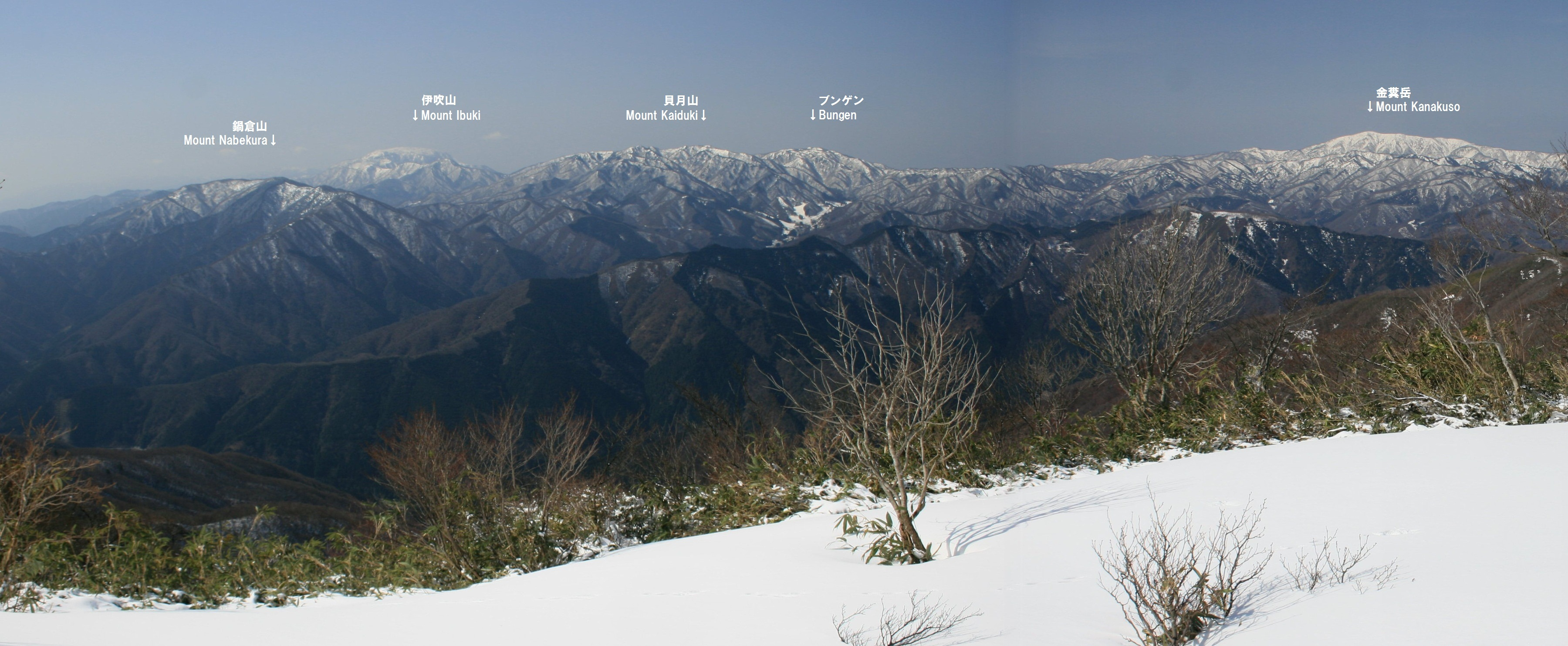
Veduta panoramica delle vette della catena Ibuki
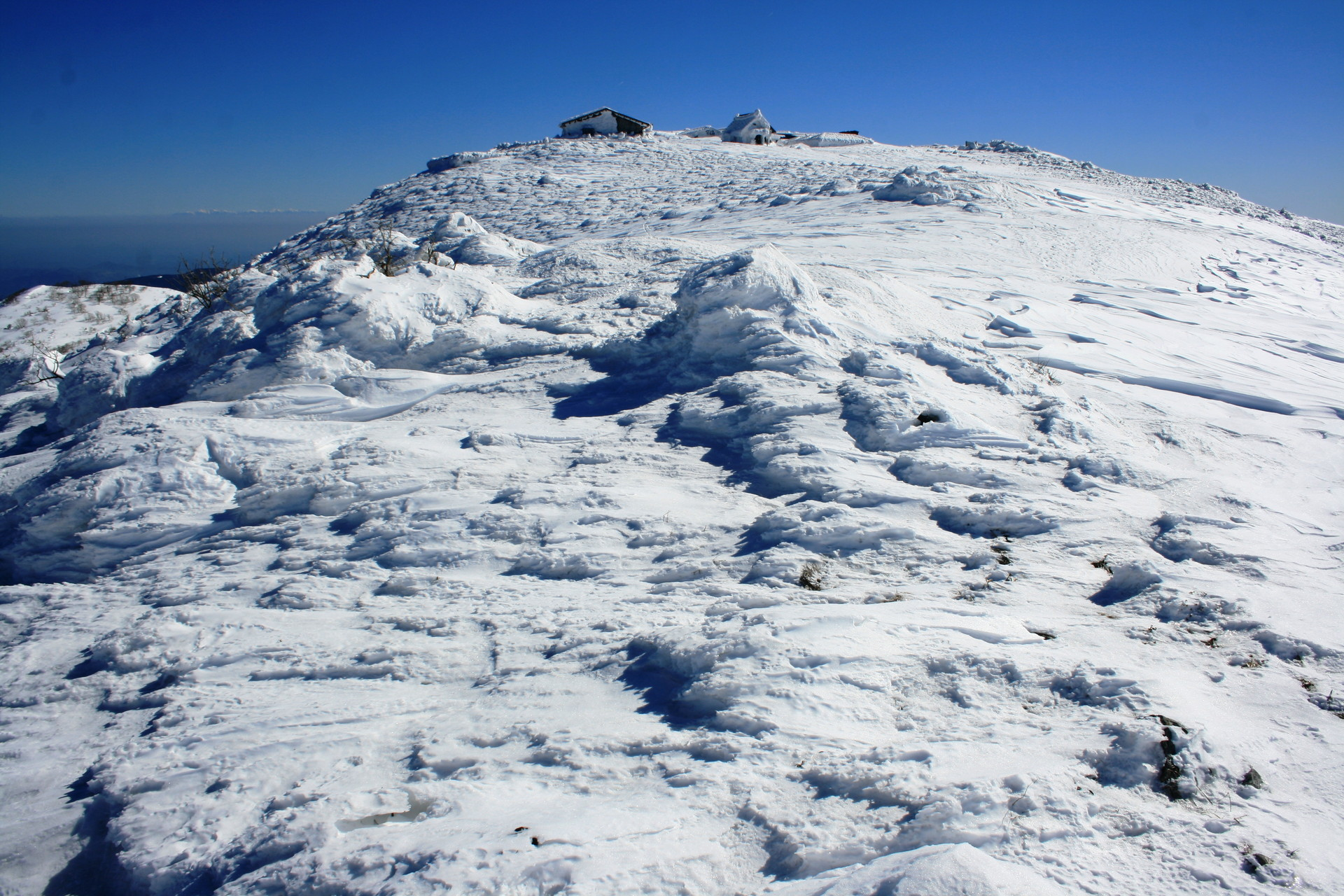
Vetta del Monte Ibuki